# Чатра (округ)
Чатра (хинди चतरा जिला; англ. Chatra) — округ в индийском штате Джаркханд. Образован в 1991 году из части территории округа Хазарибагх. Административный центр — город Чатра. Площадь округа — 3706 км². По данным всеиндийской переписи 2001 года население округа составляло 791 434 человека. Уровень грамотности взрослого населения составлял 43,2 %, что ниже среднеиндийского уровня (59,5 %). Доля городского населения составляла 5,3 %.